# Municipio di Telč
Il municipio di Telč (in ceco Radnice v Telči) si trova nel quartiere di Vnitřní Město, centro città del comune di Telč del Distretto di Jihlava nella Regione di Vysočina, Repubblica Ceca, e risale al XV secolo.

## Storia

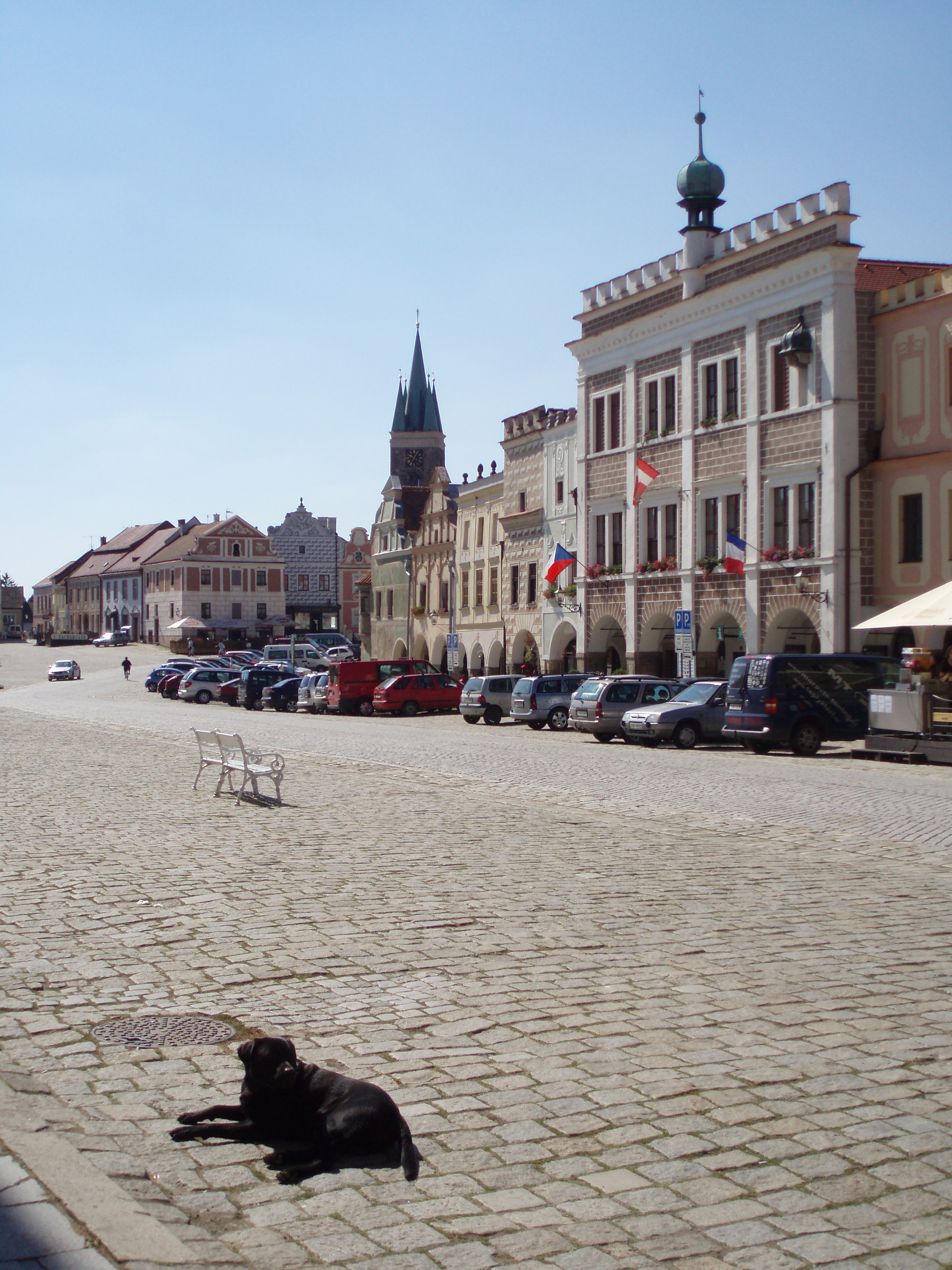
Il municipio in piazza Zaccaria di Hradec

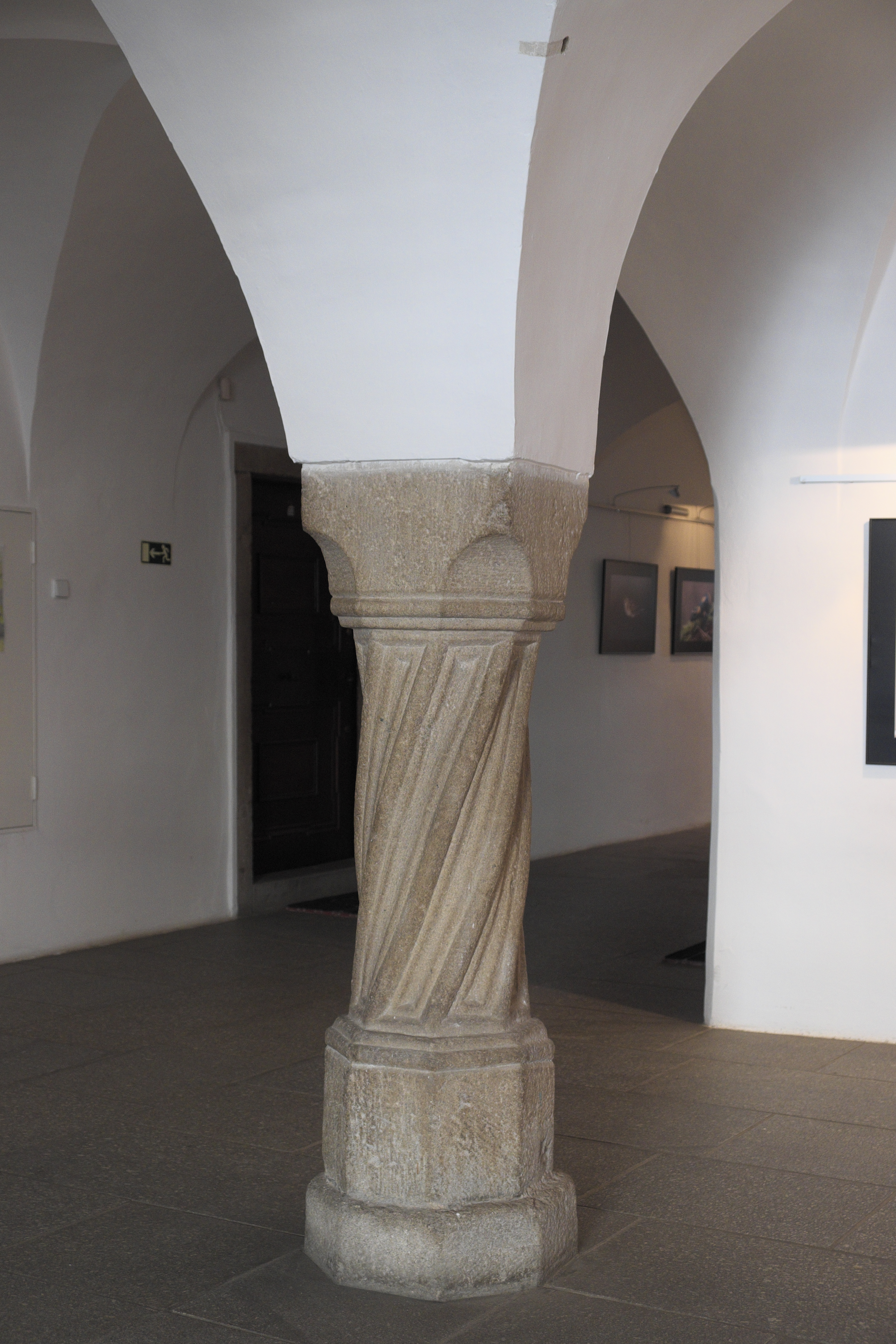
Colonna elicoidale tardogotica testimone della prima costruzione dell'edificio

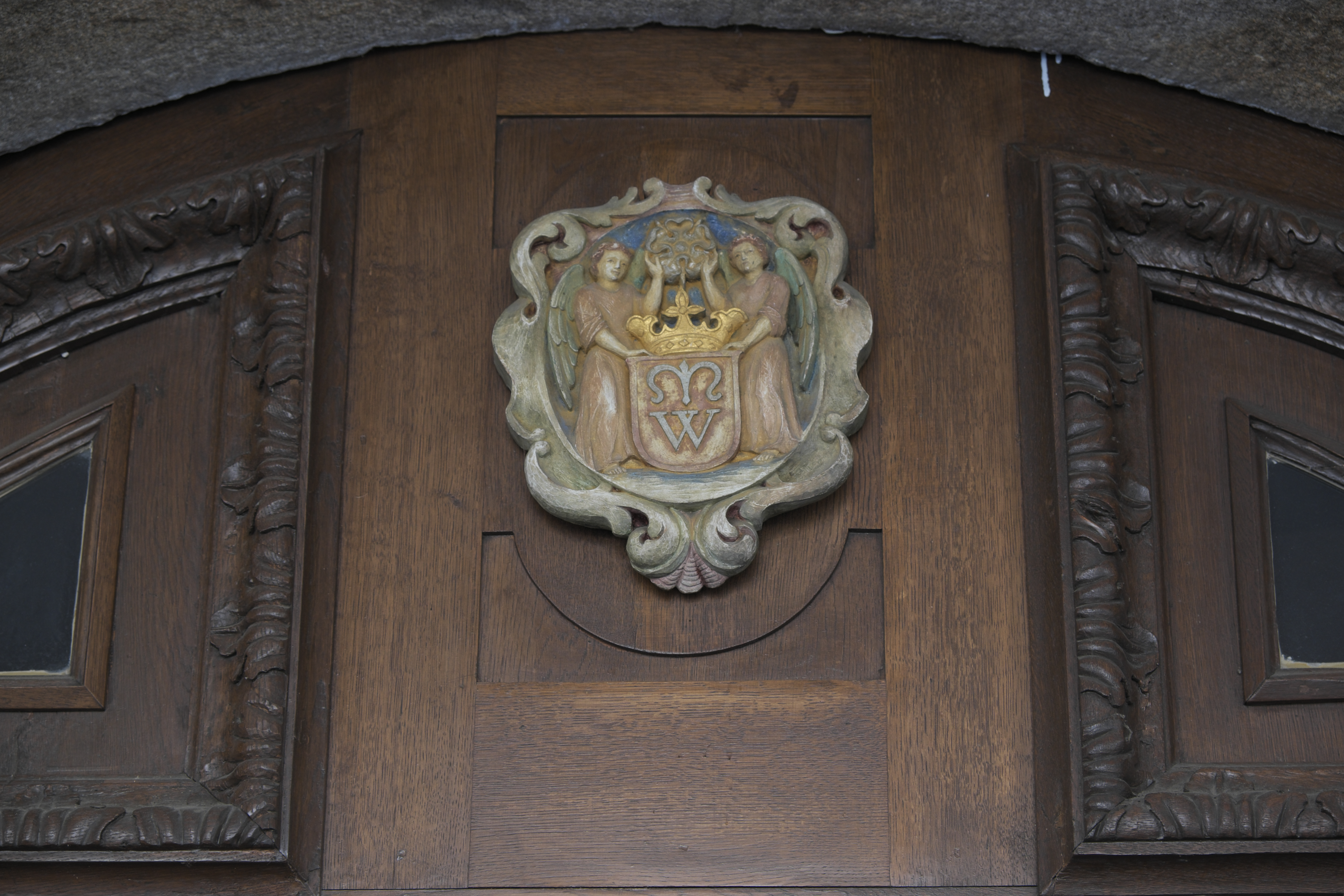
Stemma cittadino conservato nel municipio

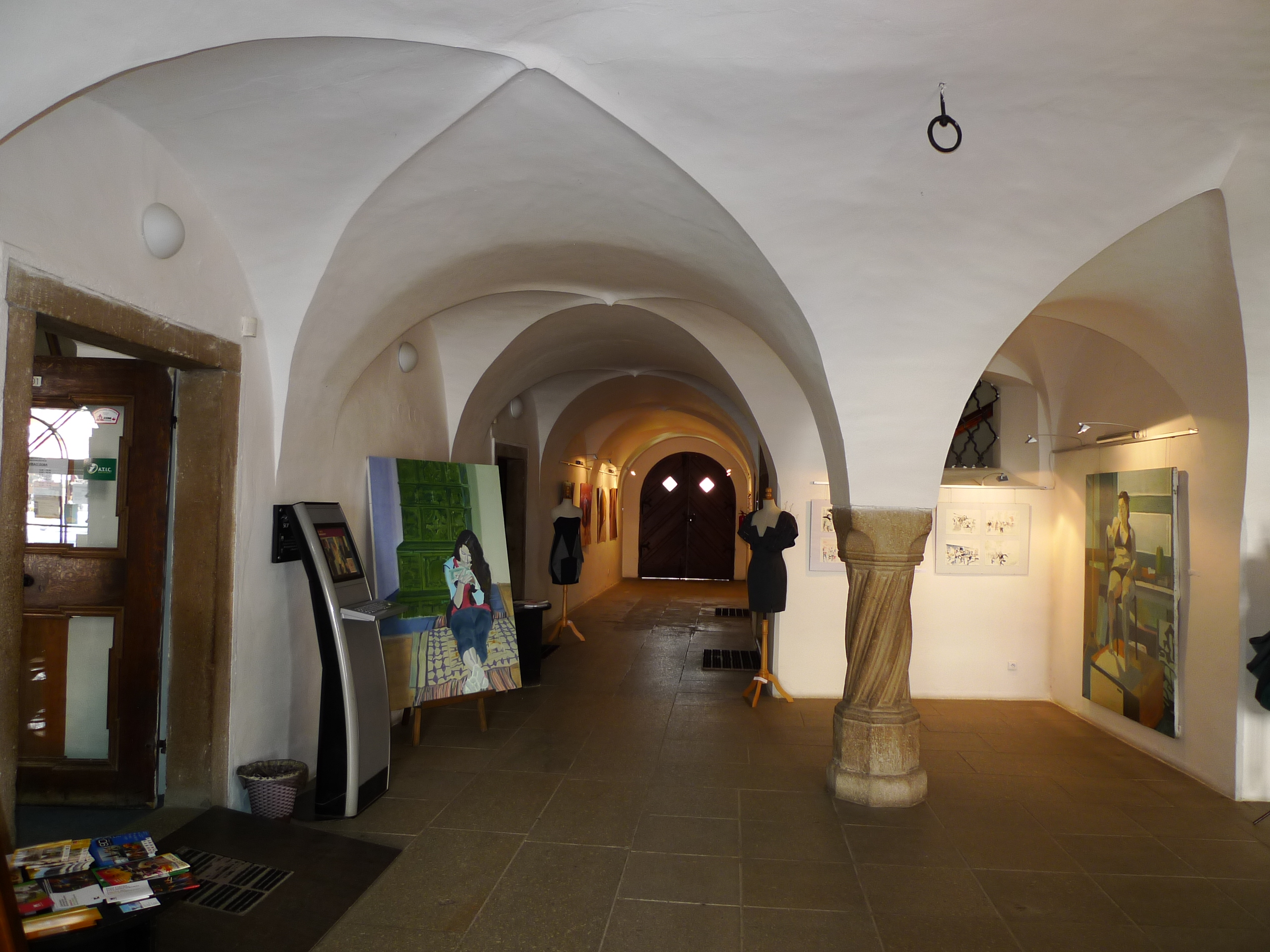
Portici interni posti all'ingresso

La città di Telč è stata una delle prime della Moravia ad avere un proprio municipio fino dal XV secolo. Il piano terra dell'edificio era già stato costruito in pietra, come testimonia la colonna al centro dell'ex magazzino che ricorda la fondazione tardogotica di questo edificio. È probabile che, come la maggior parte delle case della piazza, anche il municipio avesse il pavimento in legno. Riguardo al municipio si ricorda un episodio avvenuto durante le guerre della metà del XV secolo, quando Telč fu conquistato dagli hussiti, così chiamati perché seguaci di Jan Hus considerato un anticipatore della riforma protestante. Poiché gli abitanti della città erano in maggioranza cattolici questi resistettero agli invasori rifugiandosi anche nel municipio, in particolare i consiglieri locali. Il municipio venne assediato poi occupato e i consiglieri che vi si erano rifugiati furono defenestrati emulando l'episodio della più nota e prima defenestrazione di Praga. Su antichi documenti si ricorda che il municipio di Telč fu distrutto nel 1499 da un'esplosione di polvere da sparo conservata nelle cantine e fatta scoppiare per scarsa attenzione. Secondo una leggenda popolare questo evento si verificò in una data leggermente successiva quando il consiglio comunale di Telč avrebbe voluto dare una festa di benvenuto al neonato Petr Vok, ultimo discendente maschio dell'importante famiglia Rožmberk, parenti dei signori di Hradec a Telč. La festa sarebbe stata organizzata in municipio con talmente tanti invitati da mettere a rischio gli stessi solai delle sale. Per l'occasione vennero previsti fuochi d'artificio e il barile di polvere da sparo necessario per l'evento fu riposto in cantina in attesa dell'utilizzo. Birra e vino venivano consumati in grande quantità e quando un servitore venne mandato in cantina per portare su altre bevande da mettere a tavola fece cadere accidentalmente la torcia accesa usata per illuminare il percorso sul barile di polvere che era stato preparato causandone lo scoppio e in seguito si raccontò che i consiglieri con tutto il municipio, la birra, il vino e gli arrosti volarono in aria. Dopo la sua ricostruzione, avvenuta entro il 1574, la facciata venne rifinita a graffito. Nel 2022 è stato oggetto di un importante lavoro di restauro e ristrutturazione.

## Descrizione
Il municipio si trova nel quartiere centrale di Vnitřní Město di Telč e si affaccia sulla piazza principale dedicata a Zaccaria di Hradec. Telč è nella Regione di Vysočina della Repubblica Ceca. Il palazzo, che è nato unendo tra loro due precedenti costruzioni in stile tardo gotico, ha la facciata principale che si alza su tre piani e cinque lesene doriche che la scandiscono verticalmente in quattro settori ed è ultimata da un attico merlato e da una torretta con copertura a cipolla posta al centro. Il piano terra è caratterizzato da grandi archi a tutto sesto ribassati e l'ingresso si trova sotto il terzo arco. I piani superiori sono decorati con riquadri a graffito. Della prima fase di costruzione tardo gotica si sono conservati il muro centrale e alcuni dettagli architettonici mentre lo stile predominante è quello rinascimentale della ricostruzione della metà del XVI secolo. Nel cortile si conserva il piccolo edificio con portali e infissi gotici che è stato l'antico carcere cittadino.

### Monumento nazionale culturale della Repubblica Ceca
La tutela dei monumenti della Repubblica Ceca considera il municipio di Telč un monumento culturale nazionale tutelato col numero di catalogo 1000137449.